# BD+49 828
Désignations
BD+49 828 est une étoile de la constellation de Persée. Elle est distante d'environ ∼ 1 460 a.l. (∼ 448 pc) de la Terre. Elle est l'objet primaire d'un système planétaire dont l'unique objet secondaire connu est BD+49 828 b, une planète confirmée.

## BD+49 828 b
BD+49 828 b a été détectée par la méthode des vitesses radiales. Sa découverte, annoncée en 2015, a été confirmée par la NASA le 5 février 2015.